# Ryska federala myndigheten för speciella byggnadsprojekt
Ryska federala myndigheten för speciella byggnadsprojekt (Spetsstroj) (Федеральное агентство специального строительства) är en rysk militär myndighet med ansvar för byggnadsprojekt av betydelse för försvaret och den nationella säkerheten samt ordningsmakten.

## Ansvarsområden
- Anläggningar, bostäder och social infrastruktur för Rysslands militär, andra militära organ, federala myndigheter, regionala och kommunala myndighet samt offentliga organisationer.
- Anläggningar för samt förvar och destruering av kärnvapen, kemiska vapen och andra massförstörelsevapen.
- Konstruktion och underhåll av vägnät av betydelse för försvaret såväl som andra offentliga vägar (som entreprenör).
- Konstruktion och rekonstruktion av telekommunikationsnätet av betydelse för försvaret och statens säkerhet.
- Återuppbyggnad av särskilda anläggningar som drabbats av haverier, olyckor och naturkatastrofer.
- Upprätthålla stridsberedskap och mobiliseringsberedskap inom sina ansvarsområden.
- Organisera och utbilda militär och civil personal inom sina ansvarsområden.